# USS Pennsylvania (1837)
«Пенсильва́ния» (англ. USS Pennsylvania) — американский четырёхпалубный 140-пушечный парусный линейный корабль. Крупнейший парусный линейный корабль, построенный для ВМС США, эквивалент британских парусных линейных кораблей 1 ранга. По совокупности качеств являлся одним из сильнейших парусных кораблей в мире.

## История
Корабль строился по программе 1816 года, требовавшей постройки «9 кораблей 1-го ранга с не менее чем 74 орудиями на каждом» (англ. nine ships to rate not less than 74 guns each). Сама программа была принята на основании негативного опыта англо-американской войны 1812 года, в ходе которой сильнейший британский флот заблокировал своими линейными кораблями американские порты, нарушая торговлю и препятствуя выходу в море приватиров. Соединенные Штаты, в то время практически не имевшие собственных линейных кораблей, не могли ничего поделать с блокадой, что и стало одной из причин безрезультатного завершения войны.
Пытаясь избежать повторения такой ситуации в дальнейшем, Конгресс авторизовал постройку серии линейных кораблей, которые в случае новой войны могли бы служить для прорыва блокады основных портов, а также исполнять функции тяжелых фрегатов. Особого опыта в постройке парусных линейных кораблей США не имели; тем не менее, они располагали в избытке значительными запасами качественной древесины и опытными инженерами.
Заказ на постройку впечатляющего 140-пушечного линейного корабля был размещен на военно-морской верфи в Филадельфии в апреле 1816 года. Но из-за нехватки финансов постройка началась только в 1821 году, а спущен на воду корпус был только в 1837. Темпы, впрочем, не были чем-то удивительным для американского флота: считая содержание большого числа линейных кораблей в мирное время затратным, американцы десятилетиями хранили готовые корпуса деревянных линейных кораблей на стапелях (предохраняя их тем самым от гниения), рассчитывая в случае военной угрозы быстро спустить их на воду и достроить.

## Конструкция
Достроенная и принятая в состав флота в 1837 году, «Пенсильвания» имел полное парусное вооружение. Для своего периода, она была впечатляюще крупным кораблем; её тоннаж составлял порядка 3105 тонн. Длина её составляла 64 метра, ширина — 17,3, и осадка — 7,42 метра. На момент постройки, она была крупнейшим линейным кораблем в мире, превосходя даже огромную «Виктори» Нельсона.
За время постройки корабля, его предполагаемое изначально вооружение — стреляющие только ядрами 32-фунтовые пушки — уже устарели, и были заменены при снаряжении новыми бомбическими орудиями. С вооружением корабля возникли проблемы; полное запланированное вооружение из 136 орудий корабль получил лишь в 1842, уже будучи выведенным из состава действующего флота.
Расположение вооружения было следующим:
- Верхняя палуба — четыре 9-фунтовых орудия
- Главная палуба — четыре 8-дюймовые бомбические пушки, (получены в 1842 году из Норфолка), и тридцать два 32-фунтовых орудия.
- Средняя палуба — четыре 8-дюймовые бомбические пушки, (получены в 1842 году из Норфолка), и тридцать 32-фунтовых орудий
- Нижняя палуба — четыре 8-дюймовые бомбические пушки и двадцать восемь 32-фунтовых орудий

Полная стоимость корабля (без учёта вооружения и запасов) составила 687026 долларов в ценах 1837 года.

## Служба
Исключая первое плавание от места постройки к Норфолку, корабль провел всю свою карьеру в резерве. Американский флот не считал нужным в мирное время поддерживать значительное количество линейных кораблей, требующих большого числа персонала; полностью укомплектованный экипаж «Пенсильвании» состоял из 1100 человек.
В начале 1840-х годов появление крупнокалиберных бомбических орудий, стрелявших тяжелыми разрывными бомбами, привело к тому, что американский флот окончательно разуверился в возможностях деревянных линейных кораблей. Из-за большой массы бомбических орудий, установить их можно было только на нижней палубе линейного корабля; таким образом, реальная огневая мощь трехдечного линейного корабля теперь не превышала огневой мощи крупного фрегата; уязвимы же для бомб линейный корабль и фрегат были в равной степени. Кроме того, все большее значение в военном деле занимал пар, и парусные линейные корабли, несомненно, уже являлись морально устаревшими.
В связи с этим, уже в 1838 году — спустя всего год после постановки в строй — «Пенсильвания» была разукомплектована и поставлена в сухой док на хранение. В 1842 году флот начал использовать её как учебное судно и плавучий склад в Норфолке, хотя корабль и сохранял полагающееся ему вооружение. Более он в строй не вводился.
В 1861 году после начала Гражданской войны в США Норфолк был захвачен конфедератами. Комендант верфи, не желая, чтобы стоящие в резерве боевые корабли попали в руки мятежникам и были использованы против флота северян, приказал их сжечь. В числе уничтоженных кораблей оказалась и «Пенсильвания»; корпус линейного корабля выгорел до ватерлинии, и затонул на фарватере порта. Южане рассматривали возможность поднять уцелевшую подводную часть корабля, и использовать её для перестройки в броненосец (по образцу CSS Virginia), но эти планы не продвинулись сколь-нибудь далеко. После войны, затопленный остов линейного корабля был разобран.